# Oliva
Se også Oliwa!
Oliva en en by i det østlige Spanien, provinsen Valencia, der ligger 69 km SSØ. for Valencia, 5 km fra Middelhavet og har lærredsindustri samt silke-, vin- og olivenavl. 1920 havde byen 10 500 indbyggere, 2009 28 400.
38°55′10″N 0°07′16″V / 38.919444444444°N 0.12111111111111°V